# Вагин, Григорий Николаевич
Григорий Николаевич Вагин (иногда ошибочно Т. И. Вагин; 25 января (6 февраля) 1889, Оренбург — 15 ноября 1937, Москва) — подъесаул, делегат от запасных полков Оренбургских казаков на Общеказачьем съезде в Петрограде (1917), в советское время — заведующий археологическим отделом музея в Барнауле, директор Западно-Сибирского краевого музея в Омске, писатель и преподаватель экономической географии в Московской промышленной академии.

## Биография

### Ранние годы. Делегат
Сведения о дате рождения Григория Вагина разнятся: по одним данным он появился на свет 25 января (6 февраля) 1889 года, по другим — в 1883 году. Установлено, что местом его рождения являлется Оренбург и что он происходит из семьи казаков. Григорий окончил Оренбургский Неплюевский кадетский корпус, после чего поступил в столичное Павловское военное училище, их которого позже выпустился «по первому разряду». В год начала Великой войны, в 1914 году, он проживал в Москве, где стал выпускником Императорского археологического института имени Николая II.
Вагин поступил на службу в конце июня 1907 года. Он получил чин хорунжего в 1909 году; был произведён в сотники в 1912 году, а в подъесаулы — уже в период Первой мировой войны, в 1917. С 1909 года Григорий Вагин служил в Оренбургском 6-м казачьем полку. С 1914 по 1917 годы он был зачислен в Оренбургский 8-й казачий полк: в 1915 являлся полковым адъютантом. В 1917 году Вагин был прикомандирован к штабу Оренбургского казачьего войска «для письменных работ».
После Февральской революции Григорий Николаевич был избран делегатом от запасных полков Оренбургского войска на Общеказачий съезд, проходивший в Петрограде в двадцатых числах марта 1917 года (иногда его инициалы ошибочно даются как «Т. И.»). Во время Гражданской войны, в августе 1918 года, он стал членом комиссии по выяснению прав казачьих офицеров на получение денежного содержания.

### В Советское время
В 1920—1921 годах Вагин состоял учителем школы второй ступени в Барнауле. В январе 1921 года он, как «ученый-археолог», поступил на должность заведующего археологическим отделом музея в Барнауле, сменив на этом посту Александра Павловича Киршевского: Григорий Николаевич получил поручение от Московского археологического института «на производство археологических исследований Алтая с обязательством представить отчет работы». Являлся организатором «тщательно продуманной» археологической экспедиции, предполагавшей охватить обширный район на Алтае, но не состоявшейся из‑за отсутствия финансов. За время работы в музее Г. Н. Вагин подготовил доклады «О музейном строительстве», «Сумер-Аккады как представители бронзового века», «Бронзовый век курганов и могильников» и выступил перед членами Алтайского подотдела Западно-Сибирского отдела Русского географического общества.
Летом 1921 года Вагин получил назначение на должность директора Западно-Сибирского краевого музея в Омске и покинул Алтай. Затем он переехал в Москву, где стал преподавателем экономической географии Московской промышленной академии. С 1924 года Григорий Вагин занимался изучением «личного уравнения» — подготовил рукописи трёх книг по данному вопросу. В 1934 году он написал письмо академику В. И. Вернадскому «о системе функции Личного уравнения». Был знаком с путешественниками Ф. Нансеном и П. К. Козловым.
В 1937 году Григорий Николаевич Вагин находился на пенсии и проживал на Тверском бульваре в Москве; 26 апреля он был арестован. 20 августа его жена, Ия Гавриловна, написала письмо Екатерине Пешковой с просьбой помочь в судьбе мужа. 15 ноября Вагин был осужден Военной коллегией Верховного Суда СССР по обвинению в организации повстанческой казачьей дивизии для борьбы с советской властью (статьи 58-8, 58-10 и 58-11 УК РСФСР). Был расстрелян и захоронен в одной из общих могил на Донском кладбище. Реабилитирован Прокуратурой СССР в 1991 году.

## Награды
- Орден Святого Станислава 3 степени (1915)[2]

## Произведения
- Вагин Г. О системе функции Личного уравнения // Российская Академия Наук, Дело № 222, Опись 3 : письмо академику В. И. Вернадскому. — Москва, 1934. — 4 июля.
- Вагин Г. Н. Материалы к археологии Алтая. — Барнаул, 1921. — 96 с.[11]
- Рукописи трёх книг по вопросу «личного уравнения»[7]

## Семья
Григорий Вагин был дважды женат: первой его супругой стала уроженка Тульской губернии Нина Александровна Форова (род. 1885), проживавшая в Белёве, второй — Ия Гавриловна. В семье Вагина было четверо детей: Лидия (1909—1992), Елена (в замужестве Шифрина, 1911—1997), Константин (1914—1986) и Всеволод (1921—2004).